# Tiszai evangélikus egyházkerület
A Tiszai evangélikus egyházkerület voltaképpen már a Szabad királyi városi evangélikus egyházkerület így lett volna nevezhető, mióta a szepessárosi egyházkerülettel való kényszerű egybeolvadást követőleg lassanként felsősége alá jutottak az Abaúj, Zemplén, Ung, Bereg, Ugocsa. Szatmár és Bihar vármegyei egyházak is. 

## Története
Attól fogva, hogy a rózsahegyi zsinat törvényesítette ezt az állapotot, „tiszavidéki” név alatt tényleg fordult is elő e kerület, hivatalosan azonban a II. Carolina Resolutio után nyerte a „tiszai” nevet, a gömörvidéki kerületnek vele 1735-ben való egyesítésével egyidejűleg. Ettől fogva mindkét élő püspök tovább is végezte ebbeli teendőit, sőt a gömörvidékiek a magukénak 1738-ban bekövetkezett halála után is kísérletet tettek a különállás fenntartására, annyira, hogy még a másik püspök életében, 1741-ben újra választottak a maguk köréből püspököt. Ez aztán hamarosan püspöke lett az egész új kerületnek, s az 1743. évi dobsinai egyezségben későbbre is szabályozták a püspökválasztás módját, ami az eperjesi egyezségben 1782-ben létrejött pótlással 1863-ig volt érvényben. Eleinte négy (hat szabad kir. városi, sáros-zempléni, gömöri, kishonti), 1742-től a hegyaljaival öt, a 18. század vége felé pedig a Szepességben keletkezett három (tizenháromvárosi, hétbányavárosi, tátraaljai) egyházmegyével együtt nyolc egyházmegyéből állott, melyekhez 1886-ban kilencedikül csatlakozott a brassói magyar egyházmegye. A budapesti első zsinat ide helyezte át a liptói és árvai egyházmegyéket is. Az egyházkerület 1898 kezdetével új beosztáson ment keresztül, ami kisebb változtatásokon kívül főként abban állott, hogy a szepesi tizenháromvárosi és hétbányavárosi egyházmegyék egybeolvasztattak, s részben a hegyaljai, részben a sáros-zempléni egyházmegyékből egy új is kiszakíttatott tiszavidéki név alatt. Ezen 1903 végére még az a módosítás történt, hogy a →hat szabad kir. városi egyházmegye szétosztásával egyházai a terület szerint illetékes egyházmegyékbe olvasztattak. Az egyesülés után a lengyel uralom alatti tizenhármon kívül összesen 70 egyháza volt (a hat szabad kir. városban 6, Abaújban 5, Sárosban 15, Szepesben 2, Borsodban 3, Zemplénben l, Kishontban 14, Gömörben 24). 1791-ben pedig 108-at, 1823-ban 117-et számlált, 1890-ben 147-et, azután 170 lett. Hozzátartozott az eperjesi kollégium (gimnázium, tanítóképezde, jogakadémia, theol. akadémia), a késmárki, iglói, rozsnyói és nyíregyházai gimnázium, meg a rozsnyói felsőbb leányiskola; egyik részben a rimaszombati egyesült prot. gimnázium is. Magyarország felosztása után a szlovenszkói keleti egyházkerület lett belőle némi változtatással. A Magyarországon maradt töredék-egyházkerület azóta alakultakkal együtt mindössze tizenhét anyaegyházból állott két egyházmegyében (a hegyaljaiban és a tiszavidékiben), s területén a miskolci jogakadémián és tanítóképezdén kívül a nyíregyházai fiú és leánygimnázium volt. A magyar ajkú Felvidék visszacsatolása után 39, Erdély és Tiszántúl egy részének visszatértével pedig 46 anyaegyháza volt négy (megszaporodva a gömör-kishontival és az erdélyivel) egyházmegyében, de aztán visszaállott az addigi helyzet.

## Püspökei
| Név                    | Szolgálati idő      | Megjegyzés                              |
| ---------------------- | ------------------- | --------------------------------------- |
| Pfanschmidt Keresztély | 1735–1741           | lőcsei lelkész                          |
| Antoni Sámuel          | 1735–1738 (közösen) | csetneki lelkész                        |
| Ambrózy György         | 1741–1746           | csetneki lelkész                        |
| Fischer Illés          | 1747–1774           | késmárki lelkész                        |
| Fabri Gergely          | 1774–1779           | eperjesi lelkész                        |
| Ruffiny János          | 1779–1791           | dobsinai lelkész                        |
| Nikolay Sámuel         | 1792–1807           | eperjesi lelkész                        |
| Szontágh Sámuel        | 1808–1822           | kassai nyugalmazott lelkész             |
| Jozeffy Pál            | 1823–1848           | tiszolci lelkész                        |
| Pákh Mihály            | 1848–1850           | iglói lelkész                           |
| Máday Károly           | 1860–1870           | szepesbélai, miskolci, dobsinai lelkész |
| Czékus István          | 1871–1890           | rozsnyói lelkész                        |
| Zelenka Pál            | 1890–1910           | miskolci lelkész                        |
| Geduly Henrik          | 1911–1937           | nyíregyházai lelkész                    |
| Domján Elek            | 1937–1938           | sátoraljaújhelyi, nyíregyházai lelkész  |
| Túróczy Zoltán         | 1939–1948           | győri, nyíregyházai lelkész             |
| Vető Lajos             | 1948–1952           | diósgyőr-vasgyári, nyíregyházai lelkész |

## Kerületi felügyelők
| - Szirmay Tamás 1735–1743, - Szirmay János 1744–1758, - Gradeci Stansith Horváth Gergely 1758–1766, - Dessewffy Tamás 1766–1773, - Szirmay István 1774–1791, - Radvánszky Ferenc 1793–1794, - Gradeci Stansith Horváth Imre 1795–1801, | - Berzeviczy Gergely 1801–1822, - Sturman Márton 1822–1839, - Draskóczy Sámuel 1839–1847, - Fabriczy Sámuel 1848. júl.-aug., - Szontagh Lajos 1848–1860, - Zsedényi Ede 1860–1875, - Péchy Tamás 1876–1897, | - Szentiványi Árpád 1898–1918, - Mesko László 1921–1922, - Zelenka Lajos 1923–1935, - Lichtenstein László 1935–1948, - Bruckner Győző 1948–1952. |